# 格子ゲージ理論
格子ゲージ理論（こうしゲージりろん、lattice gauge theory）は、格子上に離散化された時空におけるゲージ理論である。
低エネルギー領域での量子色力学はその強結合性のために摂動論的取り扱いができないが、この困難を打開するために生まれたのが格子ゲージ理論である。1974年、クォークの閉じ込めを記述するためにケネス・ウィルソンによって初めて提唱された。1980年にはマイケル・クロイツがモンテカルロ法を用いて格子ゲージ理論による数値計算に成功し、以後、”強い相互作用の第一原理計算”として有効活用されている。
格子上で場の理論を扱う場合は格子場の理論、格子上の場の理論、格子上で量子色力学を扱う場合は格子QCD、格子量子色力学などと呼ばれる。

## 理論の基礎
通常の場の量子論は、時間と空間が区別されたミンコフスキー空間の上で扱われるが、ミンコフスキー空間の時間成分をウィック回転しユークリッド空間へ移ることで、時間と空間は区別なく扱えるようになる。この上で、連続的な時空を「格子」という形式に離散化して表現するのが格子上の場の理論である。物理量の計算は格子上で行われるが、最終的には連続極限（格子間隔をゼロにする極限）をとることで、本来の連続的な理論を得ることができる。
格子上の場の理論において、クォークなどのフェルミオンは格子上の格子点（サイト）に置かれる。一方、グルーオンなどの力を媒介するゲージ場は隣接するサイト同士を結ぶ線（リンク）上に張られる。ゲージ場は時空の方向を持つベクトル場として表され、リンク変数(link variable)と呼ばれる。
フェルミオンを単純に格子化する（すなわち、ディラック場の作用を最も単純な形式で離散化する）と、余分な自由度が現れるという不都合が生じる（フェルミオン・ダブリング）。この問題を回避するため、実際の計算では、何種類かの改良された作用が用途に応じて使い分けられている。